# Гэнли, Лен
Лен Гэ́нли (англ. Len Ganley, 27 апреля 1943 — 28 августа 2011) — североирландский профессиональный снукерный рефери.
Прежде чем стать рефери, Гэнли работал водителем автобуса и продавцом. Также он играл в снукер на довольно высоком уровне, а высший брейк Лена составлял 136 очков.
Лен Гэнли был рефери на четырёх финалах чемпионата мира (1983, 1987, 1990 и 1993). Среди других известных матчей при его судействе проходил финал чемпионата Великобритании 1983 года и матч между Ронни О'Салливаном и Миком Прайсом на мировом первенстве 1997 года, когда О’Салливан сделал быстрейший максимальный брейк в истории. В 1994 году Лен был награждён орденом Британской империи.
Гэнли ушёл из снукера в 1999-м, а в 2002-м перенёс сердечный приступ. Потом его здоровье стало ухудшаться из-за сахарного диабета. Умер Лен в 2011 году в своём доме в Северной Ирландии.
Сын Лена — Майк Гэнли — входит в совет директоров WPBSA.